# 앙리 밀네두아르스
앙리 밀네두아르스(프랑스어: Henri Milne-Edwards, 1800년 10월 23일~1885년 7월 29일)는 프랑스의 저명한 동물학자이다.

## 생애
앙리 밀네두아르스는 영국인 농장주이자 자메이카 민병대 대령인 윌리엄 에드워즈와 프랑스 여성 엘리자베스 보크 사이에서 태어난 27번째 아이였다. 앙리는 그의 부모님이 은퇴한 곳인 오늘날의 벨기에 브뤼허에서 태어났다. 브뤼허는 그 당시 갓 태어난 프랑스 공화국의 일부였다. 앙리의 아버지는 일부 영국인들이 고국으로 탈출하는 것을 도운 혐의로 수년 동안 투옥되었다. 앙리는 그의 인생의 대부분을 뛰어난 생리학자이자 민족 학자인 그의 형 기욤 프레데릭 에드워즈 (1777–1842)에 의해 프랑스 파리에서 자랐다. 앙리의 아버지는 나폴레옹의 몰락 이후 석방되었다. 그리고 나서 온 가족이 파리로 이사했다.
처음에 앙리는 의학으로 관심을 돌렸고 1823년 파리에서 의무박사 학위를 취득했다. 자연사에 대한 그의 열정은 곧 널리 퍼져 하등 동물 생명체에 대한 연구에 전념했다. 앙리는 조르주 퀴비에의 제자가 되었고 장 빅토르 오두앵과 친구가 되었다.
앙리는 로라 트레젤과 결혼했다. 이들은 생물학자 알퐁스 밀네두아르스를 포함하여 9명의 자녀를 두었다.

### 이름
앙리 밀네두아르스의 원어는 "Henri Milne-Edwards"이지만 앙리는 "Milne Edwards"라는 이름을 더 많이 사용했고, 그의 아들인 알퐁스도 항상 "Milne-Edwards"라는 이름을 사용했다. 원래 앙리의 이름은 "Henri" 이지만 "Milne"라는 이름을 고집하는 이유는 앙리의 수많은 친척들과의 혼동을 피하고자 자신의 성인 "Edwards"에 "Milne"을 넣었다.

## 업적

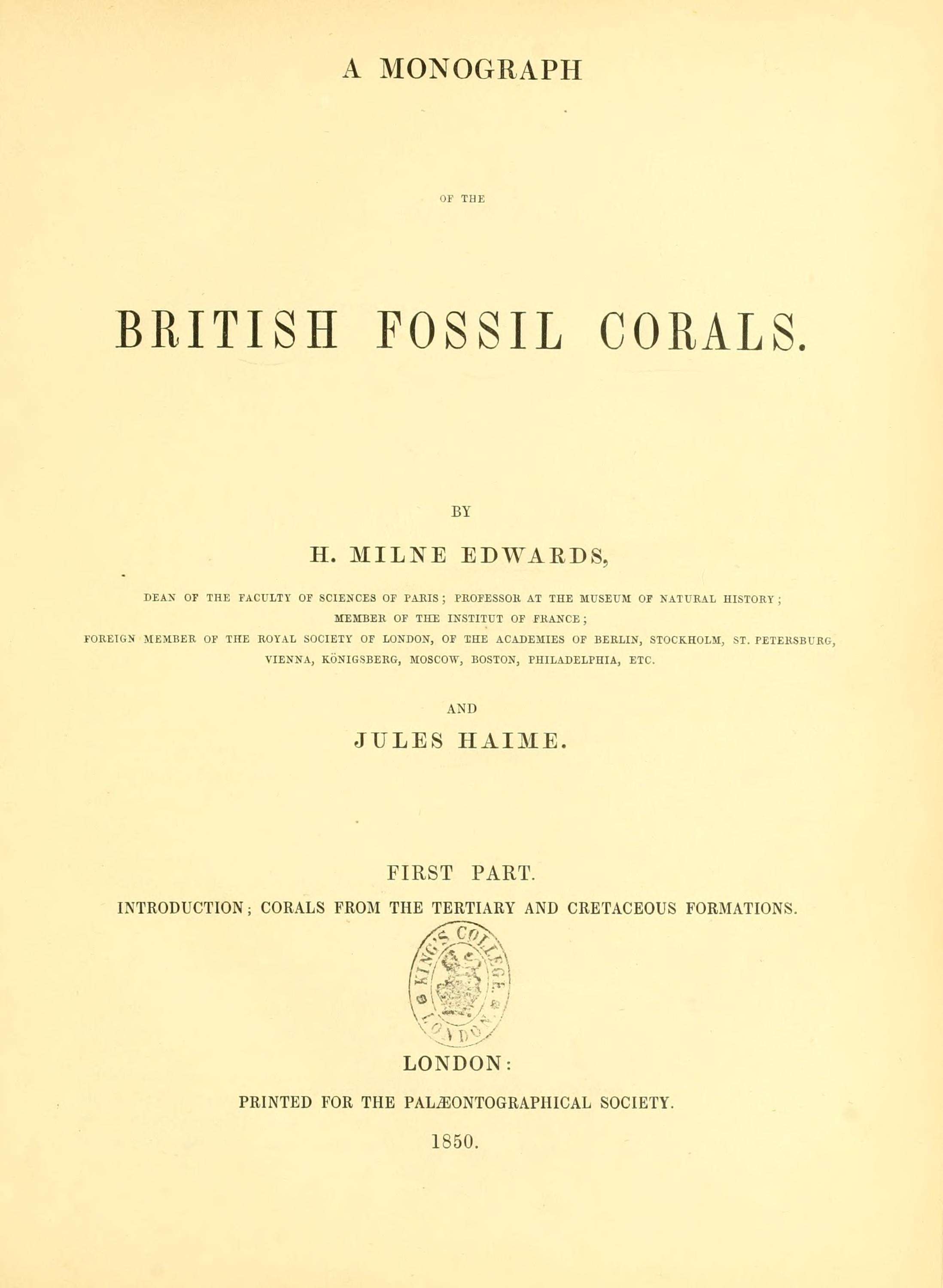
H. Milne Edwards와 Jules Haime이 쓴 영국 화석 산호에 관한 논문

1829년 프랑스 과학 아카데미에 발표된 그의 초기 논문 중 하나(Rechches anatomiques surles custracés)는 다음 해에 큐비에르가 발표한 정교하고 추앙적인 보고서의 주제를 형성했다. 이 논문은 1826년과 1828년에 앙리와 그의 친구 오두앵이 그랑빌 근처에서 수행한 두 번의 준설 탐사의 결과를 구현했으며, 프랑스 해안의 그 부분의 해양 동물군을 네 개의 구역으로 명확하게 구분한 것은 주목할 만하다.
또한 1829년에는 파충류학의 과학 분야에서 연구를 하였고, 5종의 새로운 도마뱀아목을 기술하고 명명하였다.
앙리는 1832년에 Colège Central des Arts et Manufactures에서 위생 및 자연사 교수가 되었다. 1841년, 오두앵이 죽은 후, 앙리는 국립 자연사 박물관의 곤충학 의장직을 승계했다. 1862년에는 오랫동안 공석이었던 동물학 의장직에 이시도르 조프루아 생틸레르의 뒤를 이었다.
앙리의 원본 작품의 대부분은 아날레스 데 사이언시스 네이처렐(Annales des sciences naturelles)에 출판되었으며, 1834년부터 편집자로 참여했다. 그의 책 중에는 오랫동안 표준 저작으로 남아 있던 Histoire naturelle des Crustacés(3권, 1837~1841)가 언급되어 있다.
1842년, 그는 왕립학회의 외국인 회원으로 선출되었다. 1856년 왕립학회는 그의 동물학적 연구의 공로를 인정받아 그에게 코플리 메달을 수여했다. 1860년 미국 철학학회의 국제 회원으로 선출되었다. 앙리는 1885년 7월 29일 파리에서 사망했다. 1876년 박물관의 조류학 교수가 된 그의 아들 알퐁스 밀네두아르스(1835 ~ 1900년)는 화석 조류와 심해 탐험에 전념했다.